# Pikana

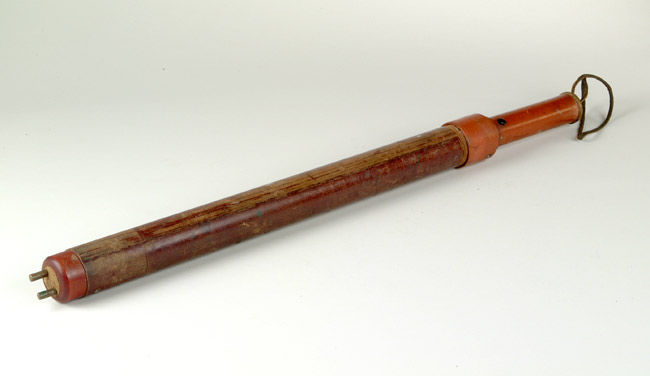
elektryczne urządzenie do poganiania bydła

Pikana – urządzenie elektryczne używane jako narzędzie tortur m.in. podczas Brudnej Wojny (1976-1983) w Argentynie. Jego konstrukcja bazuje na elektrycznym urządzeniu do poganiania bydła.